# Theotimius pauliani
Theotimius pauliani är en skalbaggsart som beskrevs av Huchet 2003. Theotimius pauliani ingår i släktet Theotimius och familjen bladhorningar. Inga underarter finns listade i Catalogue of Life.